# Синельникова, Лара Николаевна
Ла́ра Никола́евна Сине́льникова (укр. Лара Миколаївна Синельнікова; род. 31 июля 1941, Чита) — украинский филолог, доктор филологических наук, профессор. Заведующий кафедрой русского языкознания и коммуникативных технологий Луганского национального университета имени Тараса Шевченко. Академик Международной академии дискурсологических исследований.

## Биография
Родилась 31 июля 1941 года в Чите. Отец, Николай Семёнович Синельников, погиб во время обороны Севастополя. Мать, Ольга Григорьевна Новодворская, работала учителем в читинской средней школе № 8; умерла от туберкулеза в 1953 году.
В 12 лет Л. Н. Синельникова осталась сиротой, воспитывалась в семье дяди, Василия Григорьевича Новодворского. Мать Лары, а затем — её дядя обучили её игре на фортепиано, танцам и рисованию. Лара уже в восемь лет начала писать довольно глубокие по содержанию стихи, чем восхищала родных и учителей.
В 1956 году переехала в Ворошиловград. Окончив школу с золотой медалью, поступает на историко-филологический факультет Ворошиловградского педагогического института, который также заканчивает с отличием (1965 год).
В 1975 году защищает кандидатскую диссертацию, а в 1994 году — докторскую.
В 1996 году получила звание профессора. С 2001 года — Почётный профессор Луганского национального педагогического университета имени Т. Г. Шевченко, «Отличник народного образования УзССР» и «Отличник народного образования Украины». Заведует кафедрой с 1986 года.
Около 40 лет работает в сфере русской филологии.
После начала бомбежек Луганска украинской армией, была вынуждена переехать в Крым, работает профессором кафедры русской и украинской филологии и методик преподавания в Гуманитарно-педагогической академии (филиал Крымского Федерального университета имени В. И. Вернадского в г. Ялта). В 2020 году вернулась к преподаванию в Луганском национальном университете им. Т. Шевченко.

## Публикации

### Диссертации
- Синельникова, Л. Н. Именная перифраз в языке современной поэзии (структурно-семантическая и стилистическая характеристика): автореферат на соискание ученой степени кандидата филологических наук.: спец. 10.02.01 «Русский язык» / Л. Н. Синельникова; Московский педагогический институт им. В. И. Ленина. — М.: [Б.и.] 1975. — 22 с.[5]
- Синельникова, Л. Н. Когнитивно-языковая характеристика современного лирического сюжета: автореферат на соискание ученой степени доктора филологических наук: спец. 10.02.01 «русский язык» / Л. Н. Синельникова; Кубанский государственный университет — Краснодар: [Б.и.],1994 год[6]

### Книги[7]
- Синельникова, Л. Н. Лингвистический анализ художественного текста. Лирический сюжет в языковых характеристиках: учебное пособие / Л. Н. Синельникова. — Луганск: [Б.и.], 1993. — 28 с.
- Синельникова, Л. Н. Риторика как научная и учебная дисциплина: учебное пособие / Л. Н. Синельникова. — Луганск: [Б.и.], 1996. — 89 с.
- Синельникова, Л. Н. Введение в лингвистическую гендерологию: материалы к спецкурсу / Л. Н. Синельникова. — Луганск: Молодая гвардия, 2001. — 40 с.
- Синельникова, Л. Н. Жизнь текста, или Текст жизни: избранные работы. Т. 1-3 / Л. Н. Синельникова. — Луганск: Знание, 2005.
- Синельникова, Л. Н. Местоимение в дискурсе: монография / Л. Н. Синельникова. — Луганск: [Б.и.], 2008. — 276 с.
- Синельникова, Л. Н. Стихотворный текст. Междисциплинарная интерпретация: учебное пособие / Л. Н. Синельникова. — Москва: Инфра-М, 2019. — 268 с.

### Научные статьи
2000 год
- Синельникова, Л. Н. «Мой Пушкин» — культурогема XX века (на примере художественной картины мира Е. Винокурова) // Пушкин и Крым: Материалы ІХ Междунар. науч. конф. — Кн.1. — Симферополь, 2000. — С. 241—246.
- Синельникова, Л. Н. Русский поэтический авангард конца XX века как модус китчевой культуры // Вісник Харківського ун-ту. Серія філологія. — Харків, 2000. — № 491. — С. 484—489.
- Синельникова, Л. Н. Научные исследования по социальной лингвистике, проводимые кафедрой русского языкознания Луганского пед. университета // Динамизм социальных процессов в постсоветском обществе. — Луганск — Женева, 2000. — С.29-39.
- Синельникова, Л. Н. Современный «черный пиар» как манипулятивный дискурс // Динамизм социальных процессов в постсоветском обществе. — Луганск — Женева, 2000. — С. 199—206.
- Синельникова, Л. Н. О реминисцентности лирического знания от персонифицированного начала до finem sekulorum // Функциональная лингвистика. Язык. Культура. Общество. — Материалы конференции. — Ялта, 2000. — С. 324—326.
- Синельникова, Л. Н. О внутрилитературной детерминации образа «заблудившегося трамвая» (Н. Гумилев, В. Набоков, Ю. Левитанский, А. Кушнер) // Вісник ЛДПУ. — № 10. — 2000. — С. 47-57.

2001 год
- Синельникова, Л. Н. Слоган как вид современного политического дискурса // Филология и культура: материалы ІІІ межд. науч. конференции. — Тамбов, 2001. — С. 32-34.
- Синельникова, Л. Н. Проблемные «узлы» языковой политики в Украине // Информационный вестник Форума русистов Украины. — Вып. І. — Симферополь, 2001. — С. 32-34.
- Синельникова, Л. Н. Диалог как способ расширения идентификаций // Диалог культур в аспекте проблем обучения в высшей школе: материалы конфер. — Луганск, 2001. — С. 3-8.
- Синельникова, Л. Н. «Мимолетные» записи философа как уникальный дискурс (к 145-летию со дня рождения В. В. Розанова) // Вісник Харківського національного університету. Сер. Філологія. — № 520. — Вип. 33. — Харків, 2001. — С. 79-83.
- Синельникова, Л. Н. Экстремальные манипулятивные дискурсы как путь к мнимому успеху // Когнитивные сценарии языковой коммуникации. Доклады Междунар. науч. конфер. — Симферополь, 2001. — С. 134—136.
- Синельникова, Л. Н. Уполномоченное образование // Освіта Донбасу. — Луганськ, 2001. — № 3. — С. 91-92.
- Синельникова, Л. Н. О множественной референции событийной части лирического сюжета // Вісник Запорізького держ. університету. Філол. науки. — Запоріжжя, 2001. — № 2. — С. 112—113.
- Синельникова, Л. Н. Лингвистика: настоящее время // Вісник Луганськ. держ. пед. ун-ту. — Луганськ, 2001. — № 10 (42). — С. 112—113.
- Синельникова, Л. Н. Семантика структур с где, когда, потому что (ибо), если … то в лирическом сюжете // Функциональная лингвистика. Язык. Человек. Власть. Материалы конференции. — Симферополь, 2001. — С. 248—250.
- Синельникова, Л. Н. Язык, погруженный в жизнь. Социолингвистические исследования на кафедре русского языкознания Луганского гос. пед. университета (год спустя) // Динамизм социальных процессов в постсоветском обществе. — Луганск — Цюрих — Женева, 2001. — С. 17-32.
- Синельникова, Л. Н. Гендерные признаки языковой картины мира // Динамизм социальных процессов в постсоветском обществе. — Луганск — Цюрих — Женева, 2001. — С. 142—157.
- Синельникова, Л. Н. Современный «черный пиар» как риторический дискурс // Крымский Пушкинский сборник. — Вып. 1 (10). Русская литература и античность. — Симферополь, 2001. — С. 149—155.
- Синельникова, Л. Н. Интерактивные методы в образовании. Кейс-метод // Освіта Донбассу. — Луганск, 2001. — № 4. — С. 25-26.
- Синельникова, Л. Н. Слово как идентификатор качества и содержания информации о мире (Посвящается 2000-летию Рождества Христова) // Мова і культура. — Вип. 3. — Київ, 2001. — С. 64-74 (в соавторстве с Ильченко В. И.)
- Синельникова, Л. Н. Диалог способен изменить многое // Русская словесность в школах Украины. — 2001. — № 2. — С. 1-3.

2002 год
- Синельникова, Л. Н. Социолингвистические исследования сегодня: теория и практика // Культура Причерноморья. — 2002. — № 27. — С. 31-37.
- Синельникова, Л. Н. Социолингвистика: настоящее время // Наука и образование Крыма. — Симферополь, 2002. — Вып. 2. — С. 54-60.
- Синельникова, Л. Н. Мы — команда (о научном векторе исследовательской группы, работающей по проблеме «Динамизм социальных процессов в постсоветском обществе») // Социолингвистика: XXI век. — Луганск — Женева — Цюрих, 2002. — С. 10-15.
- Синельникова, Л. Н. Как мы портим русский язык (заметки о культуре русскоязычных СМИ в Украине) // Социолингвистика: XXI век. — Луганск — Женева — Цюрих, 2002. — С. 52-61.
- Синельникова, Л. Н. Научная публицистика филолога. Жанрово-стилистический анализ статей профессора В. П. Казарина // Вопросы русской литературы. Межвуз. науч. сб. — Вып. 8 (65). — Симферополь, 2002. — С. 7-16.
- Синельникова, Л. Н. «Гул языка»: о процессуальности бытия вербальной сферы // Науч. записки ЛГПУ. Структура и содержание связей с общественностью в современном мире. Сер. Филол. науки. — Луганск, 2002. — С. 186—195.
- Синельникова, Л. Н. Субъект и адресат в жанре анекдота (на материале миниатюр об остроумии Фаины Раневской) // Науч. записки ЛГПУ. Структура и содержание связей с общественностью в современном мире. Сер. Филол. науки. — Луганск, 2002. — С. 400—413.
- Синельникова, Л. Н. Заметки на последней странице // Науч. записки ЛГПУ. Структура и содержание связей с общественностью в современном мире. Сер. Филол. науки. — Луганск, 2002. — С. 448—450.
- Синельникова, Л. Н. Я как все (о поэзии, отказавшейся от категории «Лирический герой») // Функциональная лингвистика. Итоги и перспективы. Материалы конференции. — Симферополь, — 2002. — С. 244—246.

## Награды и звания
- Звание «Заслуженный деятель науки и техники Украины» (укр. «Заслужений діяч науки і техніки України»)
- Звание «Отличник образования» (укр «Відмінник освіти»)